# Desa Karangjambu (administrativ by i Indonesien, lat -7,11, long 109,14)
Desa Karangjambu är en administrativ by i Indonesien.   Den ligger i provinsen Jawa Tengah, i den västra delen av landet, 270 km öster om huvudstaden Jakarta.